# Johann Anton Stauffer
Johann Anton Stauffer (auch Johann Anton Staufer; * 12. Juni 1805 in Wien; † 28. Oktober 1871 ebenda) war ein österreichischer Gitarrenbauer und Pianist. 

## Leben

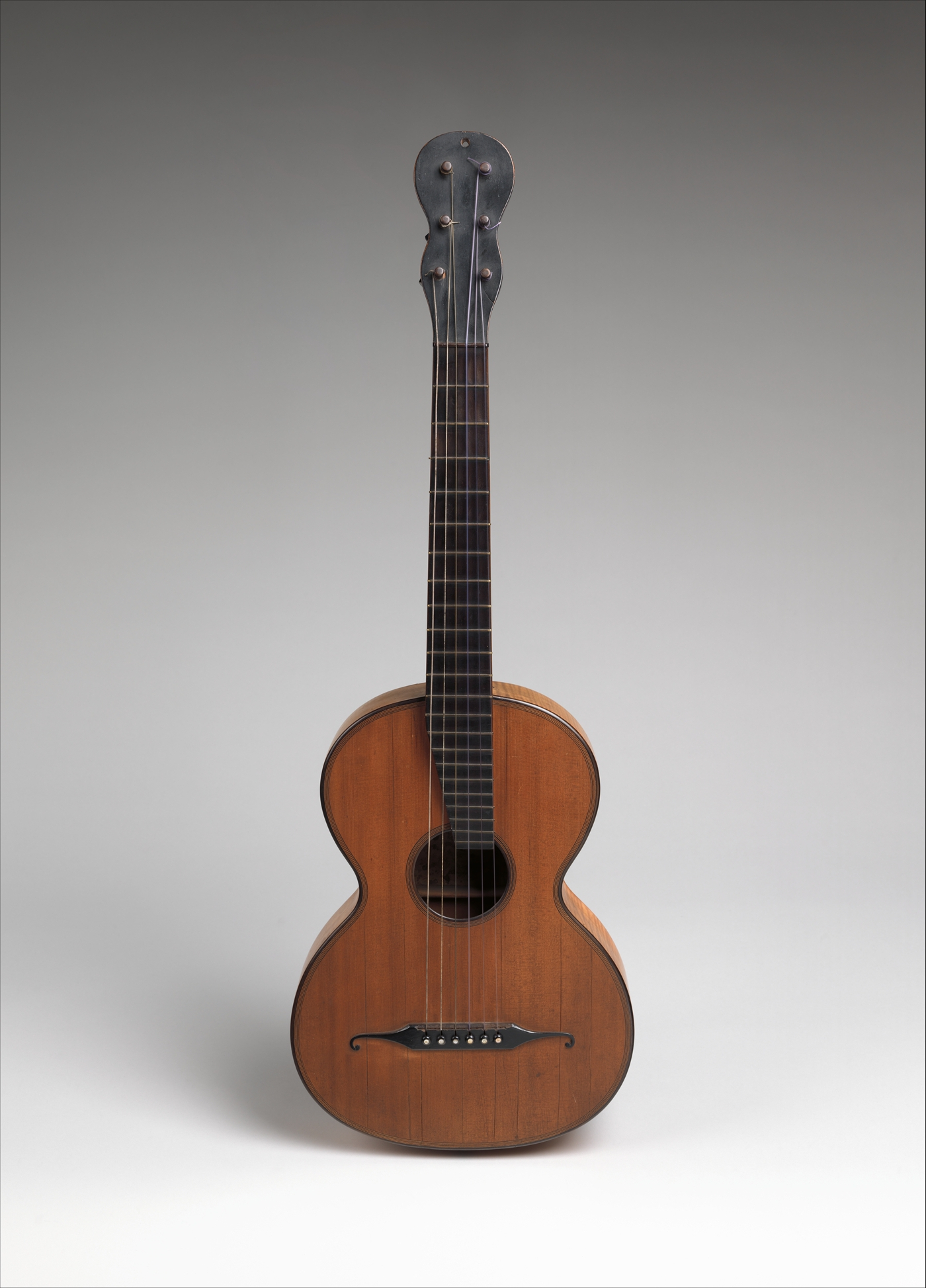
Gitarre mit Zettel: „Nach dem Modell / des Luigi Legnani 3347 / von Johann Anton Staufer / in Wien“, ca. 1835–40, Metropolitan Museum of Art

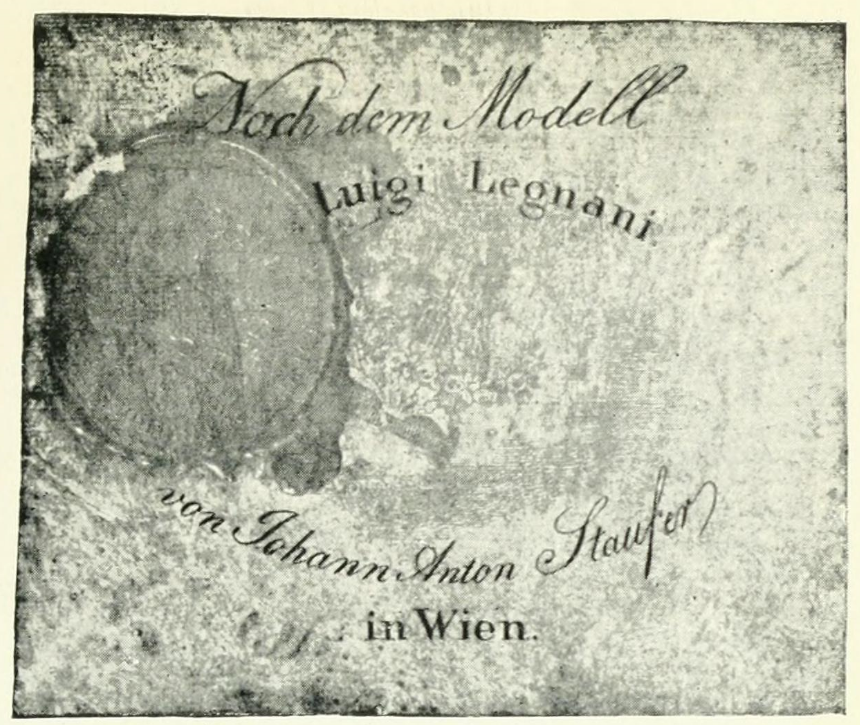
Zettel von Johann Anton Staufer

Johann Anton Stauffer wurde 1805 als zweiter Sohn des weitaus bekannteren Johann Georg Stauffer (1778–1853) geboren. Sein älterer Bruder Franz (* 1803 in Wien) war bereits im Kindesalter als Konzertpianist tätig.
Johann Anton lernte den Beruf des Geigenbauers in der Werkstatt seines Vaters, wo er ab 1827 selbstständig tätig war. 1833 übernahm er die väterliche Werkstatt und legte 1840 in Wien den Bürgereid ab.

## Werk
Überliefert sind vor allem Stauffers Gitarren „nach dem Modell des Luigi Legnani“. Legnani, ein italienischer Gitarrist und Instrumentenbauer, hielt sich ab 1819 in Wien auf. Er besuchte die Wiener Gitarrenbauer (außer der Werkstatt der Stauffers auch Nikolaus Georg Ries) und diskutierte mit ihnen akustische Verbesserungen des Instruments.
In der Folge stattete Stauffer seine Instrumente mit Zetteln aus, in denen auf Legnani unmittelbar Bezug genommen wurde. Dies mag durchaus werbliche Gründe gehabt haben, Legnani war als Gitarrenvirtuose berühmt.
Ein Schüler Stauffers war Friedrich August Paulus (1806–1870), dessen Schüler wiederum Karl August Jacob (1846–1918), der Vater von Richard Jacob „Weißgerber“ (1877–1960).